# Cranio di Yaho
Il Cranio di Yaho è un cranio fossilizzato di un ominide scoperto da Françoise Le Guennec, moglie di Yves Coppens, nel 1999 nel sito archeologico di Yaho in Ciad.

## Scoperta
Nel marzo 1961 Françoise Le Guennec scoprì un fossile di ominide a 11 chilometri dalla parete occidentale della scogliera di Angamma, cui fu assegnato il nome di Tchadanthropus uxoris in riferimento al Ciad e alla scopritrice, moglie di Coppens.

## Tassonomia
La tassonomia dell'esemplare è controversa; se negli anni successivi alla sua scoperta, se ne propose l'attribuzione alla nuova specie Tchadanthropus uxoris, oggi si è più propensi a classificarlo come H. erectus o ' H. habilis.

## Descrizione
Anche l'età del fossile è controversa; inizialmente fu stimata da Yves Coppens in circa un milione di anni, ma per uno studio di Michel Servant potrebbe avere circa 10.000 anni.